# Coucou
Pour les articles homonymes, voir coucou (homonymie).
Taxons concernés
- sous-famille des Cuculinae
- sous-famille des Coccyzinaemodifier

Le mot coucou désigne différentes espèces d'oiseaux ayant généralement un chant qui correspond à l'onomatopée « coucou ». Ce nom ne correspond donc pas à un niveau précis de la classification scientifique des espèces. Autrement dit, il s'agit d'un nom vernaculaire dont le sens est ambigu en biologie car il désigne une partie seulement des espèces appartenant soit à la sous-famille des Cuculinae (coucous de l'Ancien Monde), soit à celle des Coccyzinae (coucous du Nouveau Monde).

Le plus souvent toutefois, en disant « coucou » les francophones font référence au Coucou gris (Cuculus canorus).

## Étymologie
Le terme « coucou » est une onomatopée issue du chant du coucou gris. Le nom latin antique pour cette espèce est cŭcūlus ; de ce terme dérive le nom scientifique du genre du coucou gris, puis par extension sémantique classique pour les taxons, le nom de sous-famille, famille et ordre. Le cri et le comportement de cet oiseau sont à l'origine du mot cocu. Le « o » de Cocu est probablement une inflexion des mots formés sur coq.

## Physiologie, comportement et écologie
Outre leurs différences morphologiques, les coucous du continent américain se distinguent des coucous de l'Ancien Monde par le fait qu'ils construisent des nids fragiles et ne parasitent pas le nid d'autres oiseaux comme le font ces derniers.
Les caractéristiques générales des coucous comportent des nuances pour chaque espèce : voir les articles détaillés pour plus d'informations sur leur description ou leur mode de vie.
Les coucous d'Europe (parasitant, et non ceux du nouveau monde) ont tendance à privilégier les passereaux, faciles à parasiter vu leur petite taille, tels que des rousserolles effarvattes, des accenteurs mouchets, des bergeronnettes grises ou des pipits farlouse.
En Australie, les chercheurs observent que le coucou éclatant, non content de copier les œufs de son hôte, imite aussi ses poussins.

## Noms vernaculaires et noms scientifiques correspondants
Liste alphabétique des noms vernaculaires attestés[réf. nécessaire] en français.
Note : certaines espèces peuvent avoir plusieurs noms. Les classifications évoluant encore, certains noms scientifiques ont peut-être un autre synonyme valide.
- Coucou africain — Cuculus gularis
- Coucou à ailes courtes — Cuculus micropterus
- Coucou asiatique — Cuculus optatus
- Coucou d'Audebert —  Pachycoccyx audeberti
- Coucou de Bock — Hierococcyx bocki
- Coucou des buissons — Cacomantis variolosus
- Coucou des Célèbes — Cuculus crassirostris
- Coucou de Chine — Hierococcyx hyperythrus
- Coucou à collier - Clamator coromandus
- Coucou criard — Cuculus clamosus
- Coucou didric — Chrysococcyx caprius
- Coucou éclatant — Chrysococcyx lucidus
- Coucou émeraude — Chrysococcyx maculatus
- Coucou épervier — Hierococcyx sparverioides
- Coucou à éventail — Cacomantis flabelliformis
- Coucou foliotocol — Chrysococcyx cupreus
- Coucou fugitif — Hierococcyx fugax
- Coucou geai — Clamator glandarius – présent dans l'extrême sud de l'Europe.
- Coucou à gorge jaune — Chrysococcyx flavigularis
- Coucou à gorge rousse — Chrysococcyx ruficollis
- Coucou gris : Cuculus canorus — le plus commun en Europe.
- Coucou de Heinrich — Cacomantis heinrichi
- Coucou de Hodgson — Hierococcyx nisicolor
- Coucou de Horsfield — Chrysococcyx basalis
- Coucou jacobin — Clamator jacobinus
- Coucou de Klaas — Chrysococcyx klaas
- Coucou koel — Eudynamys scolopaceus
- Coucou de Levaillant — Clamator levaillantii
- Coucou de Madagascar — Cuculus rochii
- Coucou menu — Chrysococcyx minutillus
- Coucou de Mechow — Cercococcyx mechowi
- Coucou de Meyer — Chrysococcyx meyerii
- Coucou montagnard — Cercococcyx montanus
- Coucou à moustaches — Hierococcyx vagans
- Coucou de Nouvelle-Zélande — Urodynamis taitensis
- Coucou olivâtre — Cercococcyx olivinus
- Coucou oreillard — Chrysococcyx osculans
- Coucou oriental — Cuculus saturatus
- Coucou pâle — Cuculus pallidus
- Coucou des Philippines — Hierococcyx pectoralis
- Coucou plaintif — Cacomantis merulinus
- Coucou présageur — Scythrops novaehollandiae
- Coucou à poitrine rousse — Cacomantis castaneiventris
- Coucou roussâtre - Chrysococcyx russatus
- Coucou de Salvadori - Chrysococcyx crassirostris
- Coucou shikra — Cuculus varius
- Coucou solitaire — Cuculus solitarius
- Coucou sombre — Hierococcyx bocki
- Coucou de la Sonde — Cuculus lepidus
- Coucou de Sonnerat — Cacomantis sonneratii
- Coucou surnicou — Surniculus spp.
- Coucou à tête grise — Cacomantis passerinus
- Coucou à tête noire — Microdynamis parva
- Coucou varié — Hierococcyx varius
- Coucou à ventre roux — Cacomantis sepulcralis
- Coucou violet — Chrysococcyx xanthorhynchus
- Petit Coucou — Cuculus poliocephalus
- Coucou de californie

## Coucou dans la culture
Les coucous, souvent entendus et rarement vus, sont annonciateurs du printemps car leur chant retentit clairement dans les forêts marquant le début de la belle saison.
Les coucous sont connus pour ne pas construire de nid, même si ce n'est pas toujours le cas. Certaines espèces déposent leurs œufs dans celui d'autres oiseaux, les laissant à s'occuper de leur progéniture à leur place. Ainsi le coucou est-il devenu le symbole de l'infidélité et des enfants d'un autre lit élevés dans un foyer, généralement à l'insu de l'un des parents. Chaque année au printemps on a fêté le coucou en Europe, au début du mois de mai, à la Saint Gangulphe : malheureux croisé qui découvrit en rentrant chez lui que sa femme l'avait trompé. Il est par extension symbole aussi de jalousie, du parasitisme et de la trahison.

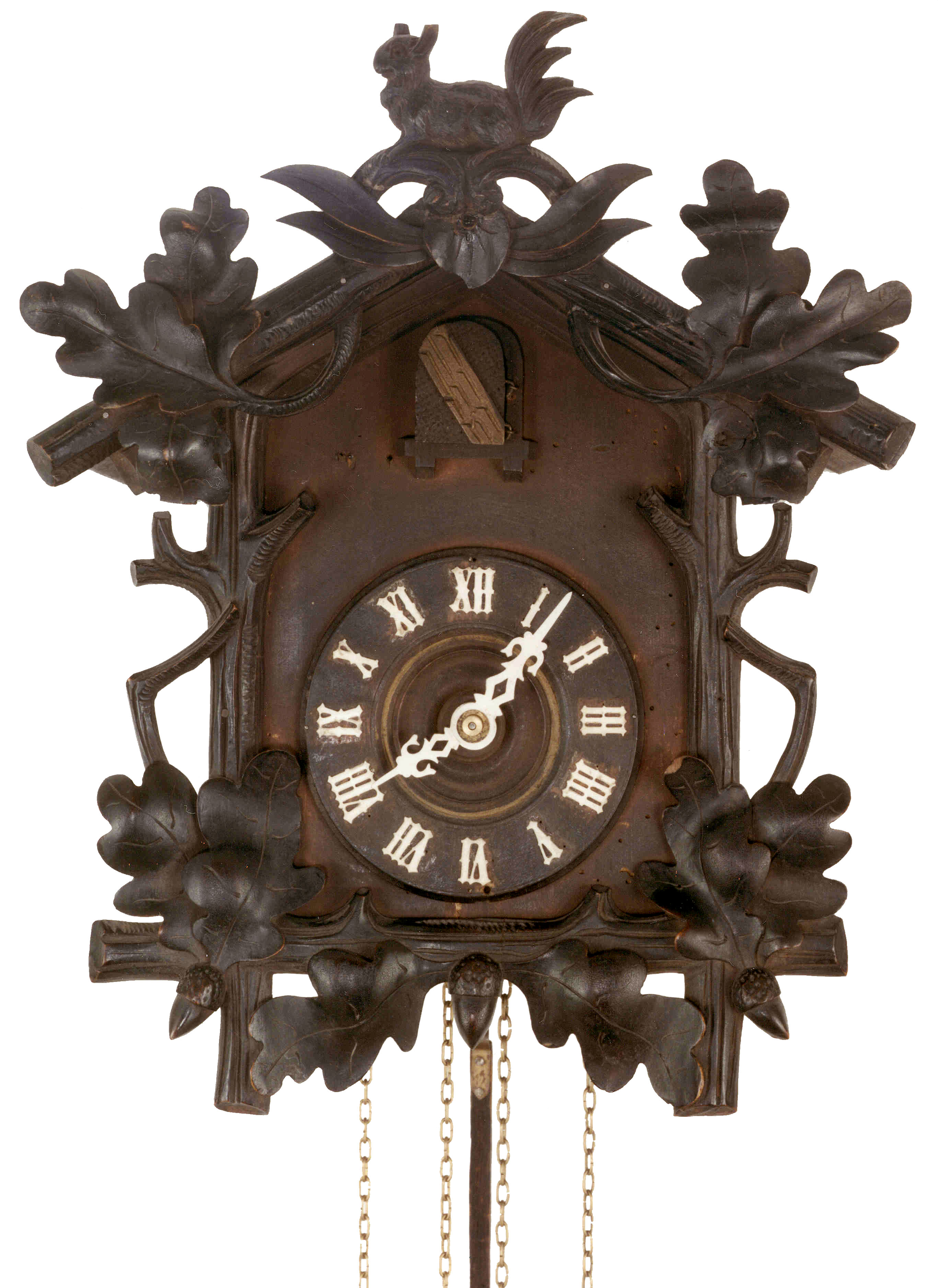
Pendule à coucou de la Forêt-Noire.

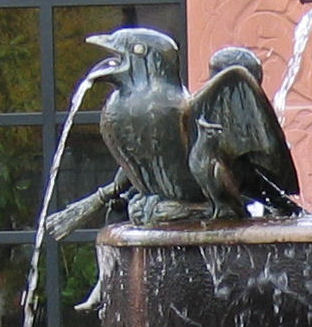
Coucou sur une fontaine à Enkenbach, en Allemagne.

Le cri bien reconnaissable des coucous : « COU-cou ! » explique aussi sa faveur auprès du public. De nombreux appeaux permettent de l'imiter parfaitement, sortes de flûtes à deux notes et qui ont été déclinés dans des formes diverses en bois, en métal ou encore en terre cuite. Au Luxembourg, a lieu le lundi de Pâques la foire d'Eemaischen (diminutif de marché d'Emmaüs), fête des sifflets d'oiseau en terre cuite imitant le chant du coucou ou du rossignol : les Peckvillercher. Cette fête des potiers, attestée à partir de 1827, évoque aussi la fin de l'hiver et le retour du printemps et il était d'usage d'offrir ces sifflets à coucou aux enfants à cette occasion.
En français « Coucou ! » est aussi devenu une interjection utilisée dans le langage courant pour s'interpeller ou dire bonjour.
Les pendules à coucou de la Forêt-Noire ont aussi contribué au succès populaire de cet oiseau. C'est en voulant imiter le chant du coq dans ses pendules, sans y parvenir, que Franz Anton Ketterer (un horloger allemand de Schönwald, près de Triberg, en Forêt Noire), construit la première horloge à coucou. Il utilise pour cela deux soufflets au son différent comme dans les orgues d'églises et parvient ainsi à imiter le chant naturel du coucou, plus simple à reproduire que celui du coq. Le succès est immédiat et les pendules à coucou deviennent un artisanat florissant exercé en hiver par les montagnards de la région qui les vendent l'été venu.
Les coucous sont très présents en Allemagne. Selon une légende, le Duc Ulrich VI de Wurtemberg (1487-1550) réclama le « nid du coucou », qu'il avait entendu chanter avec ravissement dans leurs bois, aux habitants de Botnang (village allemand devenu plus tard un quartier de la ville de Stuttgart). Les habitants ne parvenaient pas à décider s'il s'agissait d'une marque d'ignorance du Duc ou d'une plaisanterie. Ne voulant pas courir le risque de mécontenter l'illustre personnage, ils ont donc décidé, à défaut de nid, de lui faire don d'une partie de leur forêt où vivait le fameux oiseau chanteur. Depuis lors, les habitants de la région se moquent gentiment de leur naïveté et le coucou est devenu l'un des symboles de Botnang.
Le coucou (« cucut » en catalan) a également inspiré le titre du ¡Cu-Cut!, revue catalaniste fondée en 1902.

### En musique
C'est un oiseau symbolique souvent utilisé en métaphore. Le coucou est mentionné dans plusieurs pièces populaires et quand les rossignols et les coucous se rencontrent, amour et adultère, passion et trahison, tout est possible. Dans les régions du monde où il est présent, le chant du coucou est en effet aussi célèbre que celui du rossignol, même si ce n'est pas pour sa beauté, bien qu'au Tadjikistan un bon chanteur soit comparé au coucou.
Que ce soient les peuples d'Asie centrale ou de Sibérie mais aussi Les Yakoutes, les Bachkirs et autres peuples de l'Altaï qui l'imitent dans des morceaux joués à la guimbarde ou dans la tyrolienne à la mode dans les années 1930. En effet de nombreuses chansons yodelées modulent les « coucou » comme « la sérénade des coucous ».
À la Renaissance, en 1537, le compositeur Clément Janequin, auteur de chansons franco-flamandes descriptives, publie Le Chant des Oyseaulx, dans lequel le coucou est décrit en ces termes :
« Arrière, maistre coucou,

Sortez de nos chapitres,
 
Chacun vous donne au hibou,
 
Car vous n'estes qu'un traistre.
 
Coucou, Coucou, Coucou…
 
Par trahison en chaque nid,

Pondez sans qu'on vous sonne. »
Louis-Claude Daquin a composé une pièce pour clavecin imitative appelée le coucou (troisième suite).
Ludwig van Beethoven a utilisé les 2 notes bien détachées du coucou dans sa Symphonie no 6 en fa majeur (dite Pastorale), elles renforcent l'impression de joie agreste printanière. La sonate pour piano nº 25 de Ludwig van Beethoven est parfois surnommé le « coucou »[réf. nécessaire].
Dans Le coucou au fond des bois titre du 9e morceau du Carnaval des Animaux de Camille Saint-Saëns (1886), les deux notes imitant le coucou sont jouées près de 21 fois par une clarinette en coulisses.
L'influence du chant de ces oiseaux dépasse leur aire de répartition, portée par l'engouement pour les horloges à coucou apportées par les Européens. Ainsi par exemple au Brésil ils ont inspiré une chanson comme Le coucou de ma grand'mère chantée par André Any.